# HTC Windows Phone 8X
De HTC Windows Phone 8X of HTC WP 8X is een smartphone van HTC. Het vormt samen met de Windows Phone 8S de derde reeks van Windows Phone-toestellen van het Taiwanese bedrijf. De telefoon moet het bedrijfsvlaggenschip worden op het Windows Phone-platform.
De HTC WP 8X heeft een Super LCD 2-aanraakscherm van 4,3 inch en met een resolutie van 720 bij 1280 pixels, dat uitkomt op 342 pixels per inch. De behuizing van de telefoon is gemaakt uit één geheel en komt uit in vijf kleuren: rood, blauw, geel, zwart en paars. Het toestel doet denken aan de Lumia-reeks van de Finse fabrikant Nokia. Verder is er een 8 megapixel-cameralens aan de achterkant aanwezig en een camera van 2,1 MP voor videobellen aan de voorkant.